# バーナル滝
バーナル滝 (Vernal Fall) はアメリカ合衆国ヨセミテ国立公園内マーセド川の、ネバダ滝のすぐ下流にある大きな滝である。

## 概要
落差は97メートル。ミスト・トレイルからアクセス可能である。また、グレイシャー・ポイントからもよく見える。
滝は一年中流れているが、夏の終わりを過ぎると水量が減り複数の滝に分かれる。
この滝のもともとの名前はYan-o-pahであった。1851年にMariposa Brigadeの一員であったラファイエット・バンネルによってバーナルと名づけられた。